# Ford Figo
 (avril 2023).
Le contenu est difficilement compréhensible vu les erreurs de traduction, qui sont peut-être dues à l'utilisation d'un logiciel de traduction automatique.
La Ford Figo est une voiture compacte basée sur la Ford Fiesta V de 2002 et vendue en Inde et en Afrique du Sud par le constructeur automobile américain Ford. Elle possède un petit moteur de 4 cylindres et offre 5 places.

## Première génération (2010)

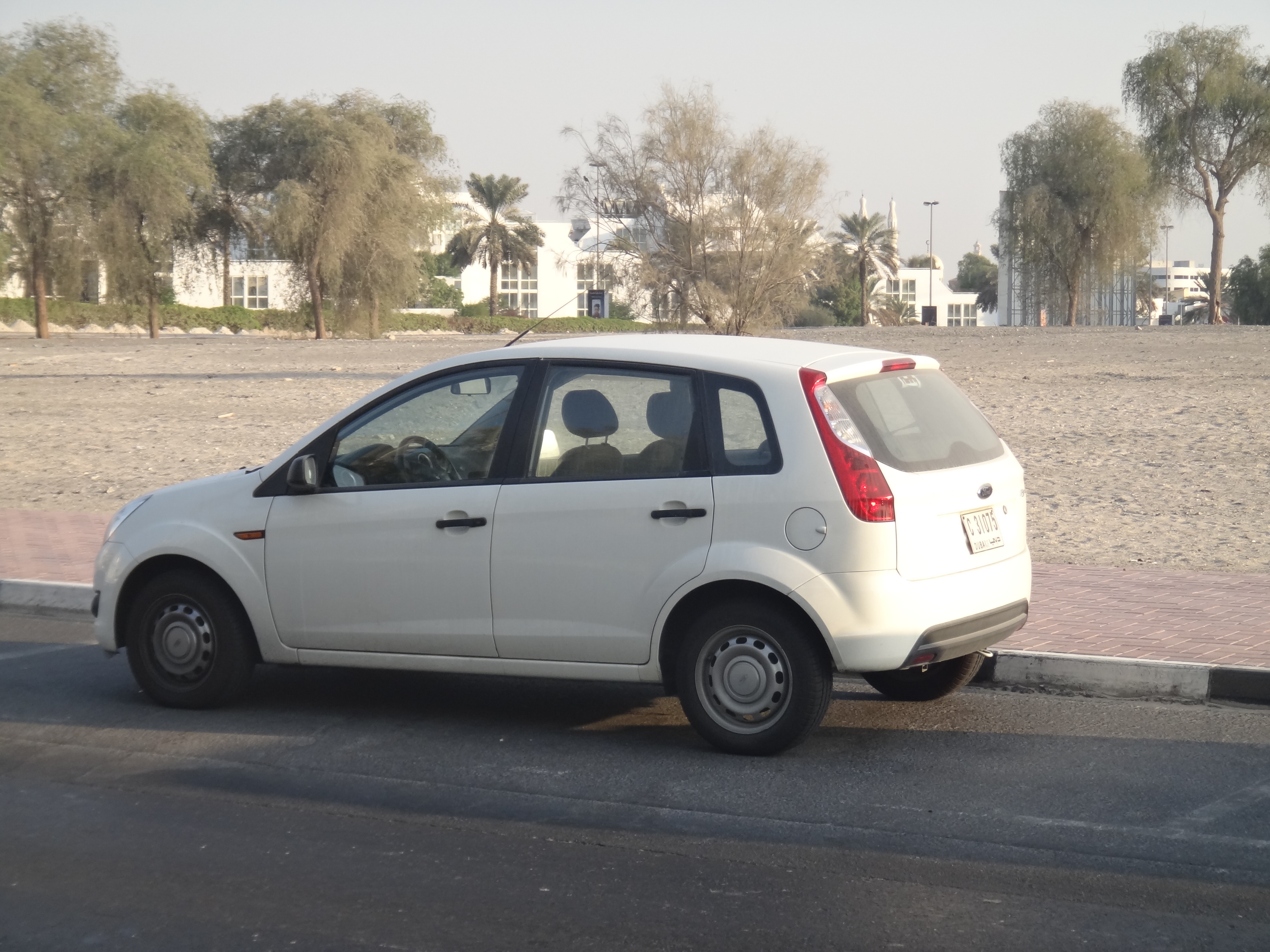
Vue de trois quarts arrière, montrant la parenté et les différences avec la Fiesta de cinquième génération.

La Ford Figo a été dévoilée à Delhi en septembre 2009. Elle est basée sur la même plate-forme pour petite voiture utilisée par la Ford Fiesta et elle ressemble à la Fiesta Mark 5 mais avec des traitements avant et arrière révisés. Elle est plus petite que la Fiesta Classic que Ford vend également en Inde. Le nom "Figo" est un mot italien familier qui signifie "cool".
Elle a été lancée sur le marché indien en mars 2010, et en juillet 2010 il y avait 25 000 réservations de vente pour toutes les variantes. Un modèle restylé de la Figo a été lancé le 15 octobre 2012. Ce modèle est doté d'une calandre hexagonale plus grande et de feux avant et arrière redessinés. Elle est sortie en Afrique du Sud en janvier 2013.

### Variations du marché

#### Inde
La Ford Figo est disponible en versions essence et Diesel, toutes avec des transmissions manuelles à cinq vitesses et une direction assistée de série. Les deux moteurs répondent aux normes d'émissions BS-IV (Bharat Stage - IV).
La Figo Diesel est équipée du même moteur de 1,4 litre qui équipe actuellement les Ford Ikon et Ford Fiesta et la version essence indienne est équipée d'un nouveau moteur de 1,2 litre. La variante essence donne une consommation d'environ 8,0 L/100 km en ville tandis que sur l'autoroute, elle offre environ 6,5 L/100 km, et le Diesel renvoie un consommation d'environ 6,3 L/100 km en ville tandis que sur l'autoroute, elle délivre une consommation de 5,3 L/100 km.
La Figo était disponible dans une gamme de spécifications, notamment LXI, EXI, ZXI et Titanium. La Titanium ajoute des jantes en alliage, doubles sacs gonflables et l'ABS.
La Figo a subi un lifting en octobre 2012, bien que la voiture reste mécaniquement inchangée et utilise les mêmes moteurs.

#### Mexique
L'Ikon Hatch mexicaine n'était disponible qu'avec un moteur essence Duratec de 1,6 litre produisant 99 ch (73 kW) à 6 500 tr/min et un couple de 142 N m à 4 000 tr/min.

#### Moyen-Orient
La Figo était disponible avec un moteur essence de 1,4 litre avec une boîte de vitesses manuelle ou un moteur de 1,6 litre avec une boîte de vitesses automatique à 4 vitesses, ce qui est identique à la Ford Focus Mk2.

#### Afrique du Sud
La Figo essence d'Afrique du Sud était propulsée par un moteur de 1,4 litre produisant 62 kW (84 ch) à 6 000 tr/min et un couple de 127 N m à 4 000 tr/min et elle est disponible en modèles Ambiente et Trend.

### Production
La Ford Figo était fabriquée dans l'usine Ford de Chennai, dans le Tamil Nadu, en Inde. La 100 000e Ford Figo produite pour le marché indien a été livrée 15 mois après son lancement. La 200 000e Figo a été vendue en août 2012, après 29 mois de production, tandis que la 300 000e Figo a été fabriquée la première semaine d'août 2013, après 41 mois de production.

### Freinage et tenue de route
La Ford Figo avait des disques ventilés à l'avant et des freins à tambour à l'arrière. La variante haut de gamme était équipée d'un système anti-blocage des roues (ABS) avec répartiteur électronique de freinage (REF) qui améliore la sécurité de la voiture en l'aidant à s'arrêter dans des situations d'urgence.

### Sécurité
Lors d'un accident, le moteur de la Figo tombe automatiquement de la zone du capot pour empêcher la voiture de prendre feu. Deux airbags frontaux sont disponibles avec la finition premium.

### Récompenses
La Figo avait reçu 20 prix de l'industrie automobile indienne, plus d'honneurs que toute autre voiture de 2010,. La Ford Figo a été élue Voiture indienne de l'année 2011 par un panel d'éditeurs de magazines automobiles de premier plan. Elle a également été nommée finaliste pour le prix de la voiture sud-africaine de l'année 2011.

### Controverse marketing
Une série de publicités imprimées pour la Ford Figo ont été créées par JWT India, y compris une caricature de l'ancien Premier ministre italien Silvio Berlusconi sur le siège conducteur avec trois femmes légèrement vêtues assises bâillonnées et attachées dans le coffre, une caricature de Paris Hilton faisant un clin d'œil depuis le siège conducteur tandis que Kim Kardashian et deux autres femmes sont bâillonnées dans le coffre et un Michael Schumacher caricatural avec des sosies de Sebastian Vettel, Lewis Hamilton et Fernando Alonso bâillonnés à l'arrière. Tous les trois présentaient le même slogan : «Laissez vos soucis derrière vous».
Les publicités imprimées n'ont pas été approuvées par Ford, mais ont été utilisées comme rendus spéculatifs pour promouvoir l'agence. JWT a abusé de la confiance et a utilisé une approbation de Ford pour utiliser d'autres affiches publicitaires conçues pour Ford comme une approbation tacite pour entrer les publicités pour les prix de publicité GoaFest 2013 et adsoftheworld.com. Ivan Razl d'adsoftheworld.com a confirmé que les publicités avaient été supprimées conformément aux règles du site Web, car la lettre n'était qu'une approbation générique et lesdites publicités n'étaient pas approuvées, ce qui lui a été confirmé par JWT. Après la publication des publicités, Ford a répondu en déclarant que les affiches étaient contraires aux normes de professionnalisme et de décence au sein de Ford et de ses agences partenaires. La société mère de JWT India, WPP plc, s'est excusée pour les publicités.
Après l'incident, le directeur créatif et directeur associé de JWT India, Bobby Pawar, et le directeur créatif de Blue Hive, Vijay Simha Vellanki, ont démissionné; et dix autres employés auraient été licenciés.

## Deuxième génération (2015)

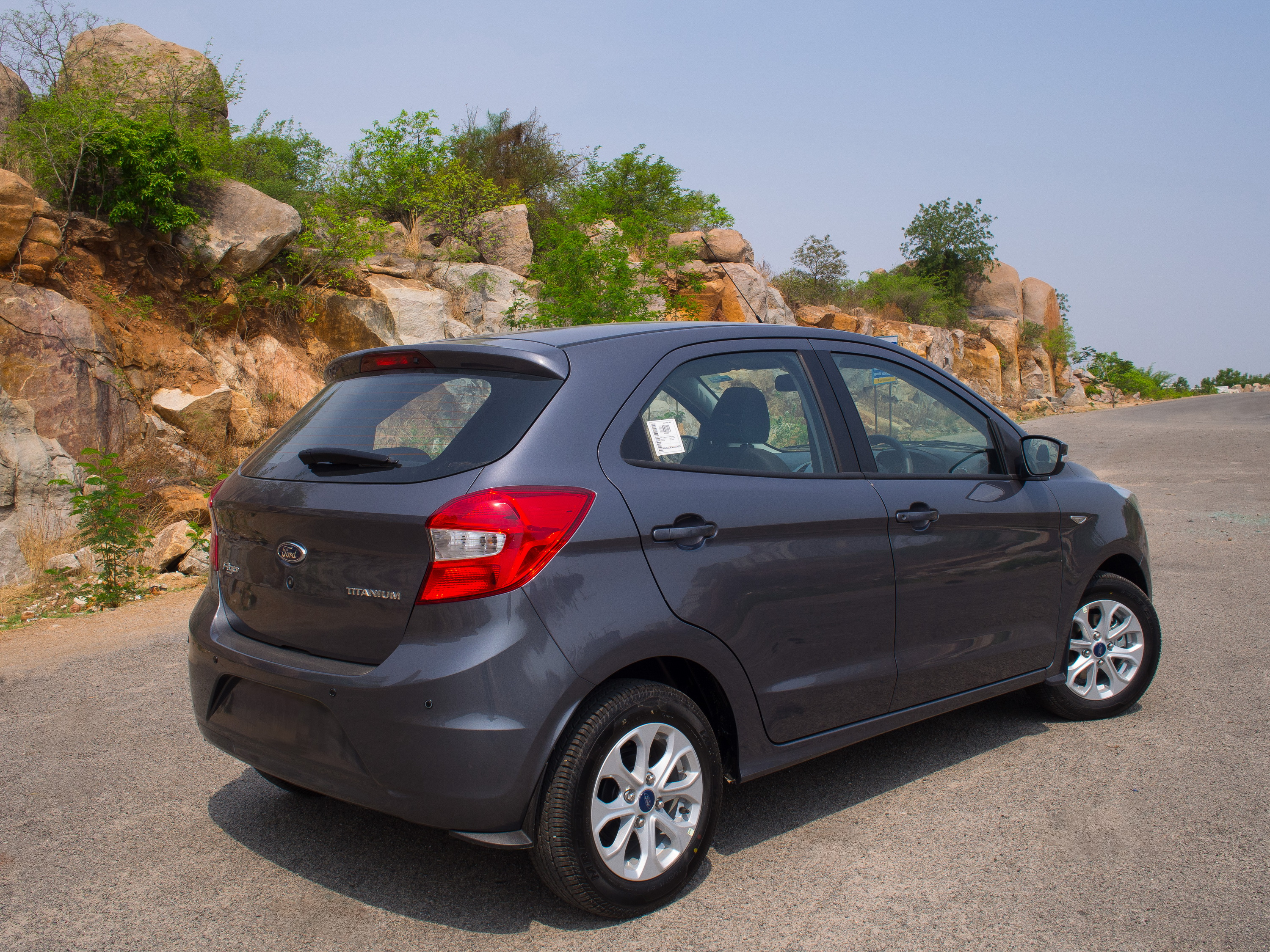
Ford Figo de 2016.

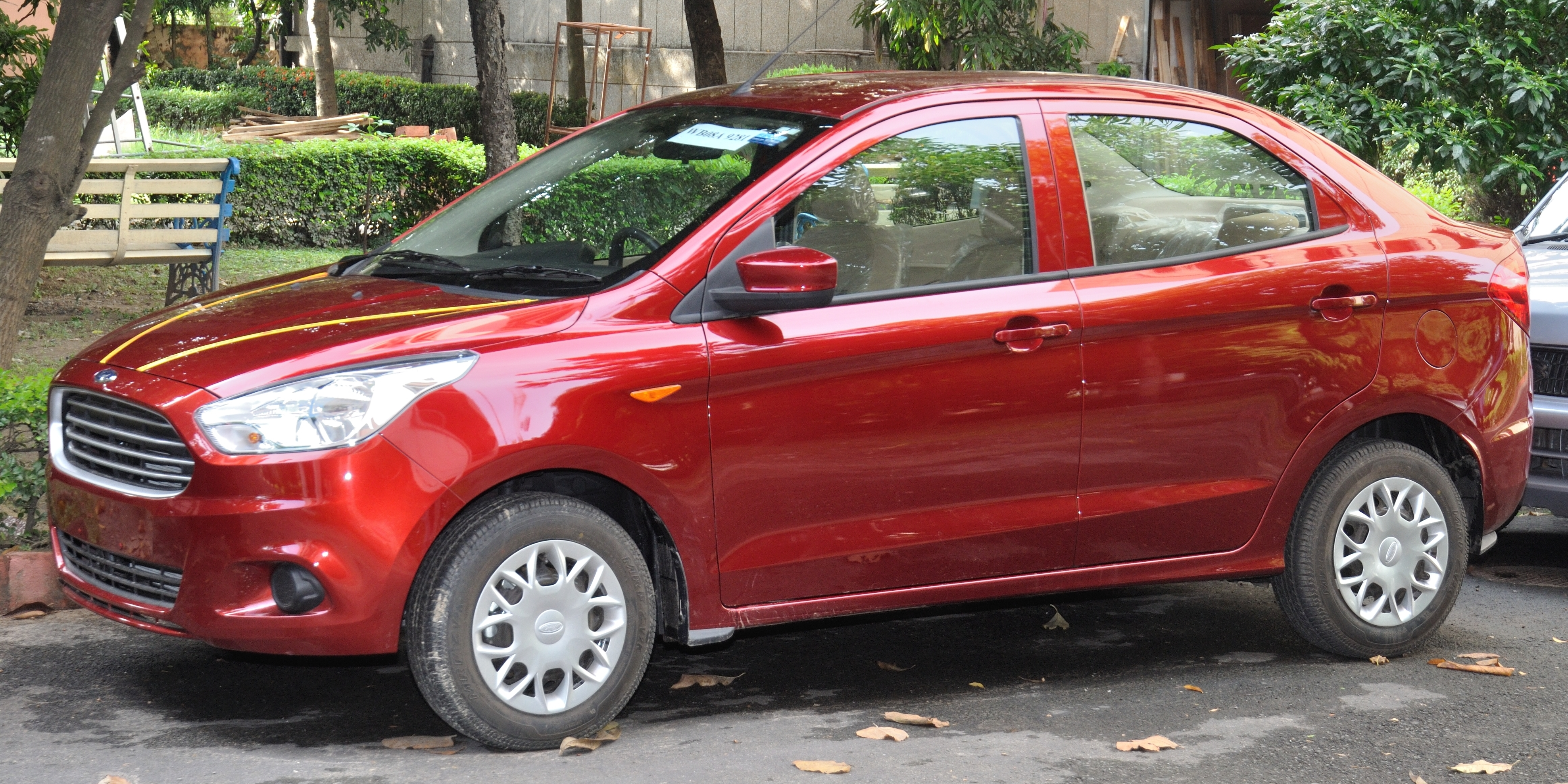
Figo Aspire avec un coffre séparé.

Ford Inde a lancé la deuxième génération de Figo en 2015, six ans après le lancement initial. Elle est étroitement dérivée de la Ford Ka Mk3, d'abord développée pour le Brésil puis commercialisée en Europe. 
La deuxième génération de Figo est livrée avec des calandres avant façon "Aston Martin". Sur les finitions haut de gamme Titanium et Titanium+, les lamelles/barres et le pourtour de la calandre sont chromés. Les finitions inférieures reçoivent des calandres et un pourtour de calandre peints en Black ou Silver. La Figo de deuxième génération est disponible avec trois options de moteur. Le bloc essence de 1,2 litre produit 89 ch (66 kW) et 112 N m et est associé à une transmission manuelle à 5 vitesses. Ford propose également un moteur essence plus grand de 1,5 litre qui n'est proposé qu'avec une transmission à double embrayage à 6 vitesses. Cette unité fait 112 ch (82 kW) et 136 N m. Et enfin, il y a aussi un moteur Diesel de 1,5 litre, fournissant 100 ch (74 kW) et 215 N m.
Une Figo S orientée pour la performance était également disponible. Elle comprend une configuration de suspension plus rigide, avec une barre stabilisatrice arrière et roues plus grandes pour améliorer la nature dynamique de la voiture.
Toutes les variantes étaient proposées avec des doubles airbags frontaux, à l'exception de la variante de base, qui ne dispose que d'un airbag côté conducteur. La variante haut de gamme obtient six airbags au total.
Elle est équipée d'une jambe de force MacPherson indépendante avec ressort hélicoïdal et Barre antiroulis à l'avant qui fonctionne en tandem avec une poutre de torsion semi-indépendante avec deux amortisseurs à gaz et à huile à l'arrière.
Les points forts de l'équipement de la Figo comprenaient le MyFord Dock, introduit pour la première fois dans la Figo Aspire, qui permettait aux occupants de charger facilement leurs appareils intelligents et d'également les utiliser pour la navigation.

### Rappels
Ford Inde a publié une déclaration indiquant qu'ils avaient lancé un rappel volontaire d'environ 42 300 unités de la nouvelle Figo et de la Figo Aspire en raison de problèmes dans le module de commande de retenue (MCR).
Le problème logiciel du MCR peut entraîner le non-déploiement des airbags dans certaines collisions. Cela peut entraîner des pertes de vie. Ford a déclaré qu'ils effectueront gratuitement une mise à niveau du logiciel du MCR sur tous les véhicules concernés à travers le pays. Le rappel s'appliquait aux unités Figo et Figo Aspire fabriquées depuis le lancement des deux véhicules jusqu'au 12 avril 2016.

### Production
Ford Inde avait initialement ciblé une moyenne de 20 000 unités/mois de production pour les Figo et Figo Aspire de l'usine de Sanand, dans le Gujarat. Cependant, des rapports ont indiqué que les ventes de la Figo berline à hayon ont diminué de 60% entre octobre 2015 et mars 2016, tandis que les ventes de la Figo Aspire ont baissé de 74% entre son lancement en août 2015 et mars 2016. Cela a conduit à réduire la production à 10 800 unités par mois.

### Freestyle
En 2018, une variante de style crossover de la Figo a été introduite, connue sous le nom de Ford Freestyle. Elle s'intercale entre la Figo berline à hayon et l'EcoSport. Elle est disponible avec un moteur essence de 1,2 litre et un moteur Diesel de 1,5 litre. Les deux moteurs sont couplés à une transmission manuelle à 5 vitesses. Elle est disponible dans les finitions suivantes : Titanium et Titanium+.